# Terantang Manuk
Terantang Manuk is een bestuurslaag in het regentschap Pelalawan van de provincie Riau, Indonesië. Terantang Manuk telt 1835 inwoners (volkstelling 2010).